# Het Geheim van de Zwaardvis
Het Geheim van de Zwaardvis is het eerste stripverhaal uit de Belgische stripreeks Blake en Mortimer, geschreven en getekend door Edgar P. Jacobs. Het verhaal verscheen voor het eerst in het weekblad Kuifje als feuilletonstrip. Op 26 september 1946 verscheen de eerste aflevering, 3 jaar lang zou ieder week 1 bladzijde in dat tijdschrift worden gepubliceerd. Op 8 september 1949 verscheen de laatste editie. In 1952 verscheen het verhaal in twee albums, simpelweg Het Geheim van de Zwaardvis deel 1 en Het Geheim van de Zwaardvis deel 2 genaamd. Sinds 1984 wordt het verhaal in drie albums uitgebracht.
Het Geheim van de Zwaardvis kan gezien worden als een mijlpaal in de stripgeschiedenis:
- Het was een van de eerste realistische avonturenstrips in kleur en met tekstballonnen.
- De eerste strip die grote politieke onderwerpen als de Tweede Wereldoorlog, de Koude Oorlog en het kolonialisme behandelde.
- Ook uniek is de grote schaal (143 pagina's) waarop de strip werd uitgebracht.

## Het verhaal
Deel 1: De Meedogenloze Achtervolging
In de nabije toekomst is Mongolië (ook wel Het Gele Rijk genoemd) een machtige superstaat met kernwapens geworden. Het land wordt geregeerd door een meedogenloze dictator genaamd Basam Damdu. Zijn rechterhand is Kolonel Olrik, een westerse huurling die louter uit geldelijk gewin de kant van het Mongoolse Rijk heeft gekozen. Basam Damdu heeft wereldveroverende ambities en maakt plannen voor een grote aanval op de westerse wereld. Ondertussen is professor Philip Mortimer bezig met het ontwerpen van de Zwaardvis: een straaljager die bommen kan werpen. Omdat het vliegtuig onderwater kan varen en vanaf onder de waterspiegel kan opstijgen, is het een ultiem wapen in de strijd tegen de dreiging van het Mongoolse rijk.
Mortimer is nog niet klaar met het realiseren van zijn plannen als Londen wordt gebombardeerd door de Mongoolse troepen. De Derde Wereldoorlog is begonnen. Voordat Mongoolse parachutisten de fabriek van Mortimer veroveren weet de professor met zijn plannen weg te vluchten met de Golden Rocket, een straalvliegtuig. De Mongoolse luchtmacht schiet de Golden Rocket boven de woestijn van Iran neer. Mortimer weet samen met de piloot van het toestel, kapitein Francis Blake, per parachute te ontsnappen. De beide heren landen in de woestijn en moeten per voet een tocht afleggen naar de schuilplaats van de Britse geheime dienst die zich ergens voor de oostkust van India moet bevinden. Vele ontsnappingen en achtervolgingen volgen waarbij Blake en Mortimer kennis maken met Ahmed Nasir een dappere Afghaanse verzetsstrijder, die later in meerdere avonturen zal voorkomen. Uiteindelijk zoeken ze hun toevlucht in een klein stadje in de Afghaanse provincie Herat. Daar worden ze snel verraden door een Mongoolse spion. De aflevering eindigt met een cliffhanger: de soldaten van het gele leger worden naar de kamer geleid waar Blake en Mortimer verblijven en bij binnenkomst vinden ze een verbazingwekkende verrassing (natuurlijk kan de lezer alleen hun reactie zien, niet de oorzaak ervan).
Deel 2 : De Ontsnapping van Mortimer
Nadat hij de kamer leeg heeft gevonden, beveelt de woedende Mongoolse commandant zijn troepen de stad te doorzoeken totdat ze Blake en Mortimer vinden; hij executeert echter een van de ouderen in de gemeenschap wanneer deze weigert mee te werken. Dit leidt tot een onmiddellijke opstand waarbij de verontwaardigde stedelingen de Mongoolse troepen snel afslachten; in de daaropvolgende chaos weten Blake en Mortimer weg te vluchten, nog steeds met Nasir die hen helpt. Uiteindelijk komen ze met zijn drieën in de Straat van Hormuz, maar Blake raakt gewond en verliest de portemonnee met de zwaardvisplannen terwijl hij probeert te ontsnappen aan een Mongoolse patrouille. Mortimer vertelt Nasir vervolgens om Blake in veiligheid te brengen, terwijl hij terugkeert om de plannen te zoeken. Hij wordt zelf gevangen genomen door Mongoolse troepen, maar niet voordat hij de plannen kan vinden en verbergen.
De tweede helft van de aflevering begint drie maanden later in Lhassa (de Mongoolse hoofdstad), waarbij kolonel Olrik verslag uitbrengt aan de hoge raad van het rijk. De overheersers hebben steeds meer moeite om de veroverde gebieden beheersen; rebellies en terreurdaden zijn wereldwijd doorgegaan en ondanks hun beste inspanningen zijn ze er nog steeds niet in geslaagd om de plannen voor zwaardvis uit Mortimer te krijgen. Als hoofd van de veiligheidsdienst van het rijk is Olrik de natuurlijke zondebok voor deze stand van zaken; hij besluit daarom Mortimer zo hard als nodig te martelen, in de hoop uiteindelijk een bekentenis te ontlokken. In opdracht van Nasir, die erin is geslaagd zijn gevangenis te infiltreren, doet Mortimer alsof hij toegeeft en stemt hij ermee in de plannen van de Zwaardvis opnieuw op te stellen. Mortimer weet uiteindelijk Olrik om de tuin te leiden met onjuiste plannen voor een niet realiseerbaar vliegtuig.
Via Nasir weet Mortimer aan Blake door te geven waar hij de plannen heeft verborgen. Blake slaagt er vervolgens in om de bouwtekeningen terug te vinden. Kort daarna slagen Blake en Nasir erin om Mortimer met een helikopter uit de gevangenis te laten ontsnappen. Het drietal vlucht naar de ondergrondse basis van het Britse verzet.
Deel 3: SX1 in tegenaanval
"SX1 in tegenaanval", het derde deel van de saga, begint kort na de ontsnapping van Mortimer. Op de eerste pagina's vallen Britse commando's een gele trein aan en bevrijden ze gevangengenomen wetenschappers naar een gedwongen werkkamp. De wetenschappers worden bevrijd en teruggebracht naar de Hormuz-basis, waar ze ook beginnen te werken aan het Zwaardvis -project. Kort daarna beginnen de eerste signalen van sabotage de rust op de basis te verstoren, en Blake vermoedt dat een van de gevangen wetenschappers eigenlijk een Mongoolse spion is. Dit blijkt uiteindelijk niemand anders te zijn dan Olrik zelf, die persoonlijk de operatie ondernam in een poging zijn reputatie bij de keizer te herstellen. Olrik weet met een duikerspak uit de basis te ontsnappen en hij geeft de locatie door aan een de Mongoolse autoriteiten. De Britten worden geconfronteerd met een op handen zijnde Mongoolse invasie. Mortimer suggereert een drastische oplossing; concentreer alle inspanningen van de basis op de assemblage van slechts twee werkende zwaardvissen, wat voldoende zou moeten zijn om een Mongoolse invasiemacht te vernietigen. Hij schat dat dertig uur voldoende tijd is om dit te bereiken, en admiraal Gray geeft hem zijn woord dat de basis zal vasthouden.
De volgende ochtend verschijnt een enorme Mongoolse oorlogsvloot, bestaande uit een vliegdekschip en een aantal land- en luchtstrijdkrachten, die de basis omringt. De eerste aanvallen worden verslagen en teruggedraaid door de heroïsche inspanningen van de Britten. Olrik zet dan echter nieuwe chemische wapens in tegen de basis, waardoor de Mongolen voet aan de grond krijgt en langzaam zijn weg naar binnen begint te werken. Zowel Mortimer als Gray houden zich aan hun woord en de twee Swordfish (aangeduid als SX1 en SX2, vandaar de titel) zijn op tijd klaar. De wapens, bestuurd door Blake en Mortimer, worden losgelaten en vernietigen de Mongoolse marine binnen enkele minuten, hoewel een van hen verloren is in de strijd. De basis is gered en Sir William Gray lanceert een radio-oproep naar de verzetsbewegingen van de wereld om hen het nieuws te vertellen en hen aan te sporen in opstand te komen.
In de daaropvolgende week barsten wereldwijde opstanden uit, waarbij de overbelaste hulpbronnen van de Mongolen tot het uiterste worden belast, totdat de keizer besluit de oorlog te beëindigen door atoombommen te lanceren tegen alle rebellendoelen (met Olrik vastgebonden aan een van de raketten als straf voor zijn mislukkingen ). Voordat hij dit kan doen, arriveert echter een heel squadron van zwaardvissen boven Lhassa en vernietigt de stad, waarbij Basam Damdu wordt gedood en de hoofdstad van het Mongoolse Rijk wordt vernietigd. Olrik weet op het laatste moment te ontkomen. De laatste scène toont Blake en Mortimer terug in een verwoest en vernietigd Londen, met Blake commentaar dat ze zullen herbouwen en dat de beschaving opnieuw het laatste woord heeft gehad - 'hopelijk deze keer voorgoed'.

## Ontstaan van het verhaal
Tussen 1943 en 1946 was Edgar P. Jacobs werkzaam geweest als assistent van Hergé aan de Kuifje-strips. Hij was vooral verantwoordelijk voor het inkleuren van de strips en het tekenen van meer realistische achtergronden. Jacobs wilde echter dat zijn naam op de kaft zou komen te staan en had ook plannen voor een eigen Kuifje-strip. Hergé antwoordde hierop dat het voor Jacobs tijd werd om dan maar een eigen strip te beginnen. Dit verzoek kwam als geroepen want Hergé was net begonnen aan het weekblad Kuifje, in dit tijdschrift was naast het nieuwste Kuifje-avontuur ook ruimte voor nieuwe feuilletonstrips. Jacobs bedacht hierop zijn eigen stripreeks rondom professor Phillip Mortimer en kapitein Francis Blake. Iedere week publiceerde Jacobs één tekening, tegelijkertijd hielp hij Hergé nog aan het voltooien van het laatste Kuifje-avontuur waaraan hij zou samenwerken, De Zonnetempel. Dat verhaal verscheen tussen 1946 en 1948 in het weekblad. Vanaf Het Zwarte Goud zou Bob de Moor de vaste assistent van Hergé worden.
De belangrijkste inspiratiebron voor Jacobs was zijn eigen strip De U Straal. Beide strips hebben met elkaar gemeen dat in beide gevallen een groep mensen moet rondreizen door vijandige gebied achtervolgd door een leger in dienst van een kwaadaardige keizer. Beide strips zijn eigenlijk een lange achtervolging die van locatie naar locatie voortduurt. De personages van Blake, Mortimer en Nasir zijn combinaties van meerdere personages uit De U Straal terwijl Olrik een regelrechte kopie is van Dagon uit die strip. Jacobs bedacht het grootste gedeelte van de strip tijdens het tekenen van de wekelijkse pagina's, in latere avonturen zou hij meer vanuit een scenario gaan werken.
Tijdens het tekenen van het album werd Jacobs meerdere keren door Hergé gevraagd om de omslag van het weekblad Kuifje te illustreren. Jacobs deed dit met stripkaders uit het verhaal die hij op paginaformaat uittekende. Deze grote tekeningen werden pas in 1984 toegevoegd aan de stripalbums waardoor het verhaal in 3\drie albums kon worden uitgebracht.

## Tekenstijl
Anders dan Hergé tekende Jacobs zijn personages ook realistisch en gebruikte Jacobs geen humor. Gedurende de drie jaar dat Jacobs aan het verhaal werkte veranderde hij telkens een beetje van tekenstijl: zo zijn sommige pagina's met houtskool en krijt getekend, andere met aquarel en weer andere met kleurpotlood. Hoofdzakelijk zijn de tekeningen al gemaakt in inkt en gouache, iets waarmee Jacobs later alleen nog maar zou werken. Ook was Jacobs niet helemaal zeker over de verschijning van Blake en Mortimer, want er zijn steeds kleine verschillen in hun uiterlijk te zien.
Het Geheim van de Zwaardvis bevat steeds drie rijen van plaatjes per pagina; hierdoor zijn de tekenkaders groter, terwijl in alle latere avonturen er vier rijen met plaatjes per pagina worden gebruikt. Jacobs tekent hier nog minder realistisch en gedetailleerd dan later. De inkleuring is simpeler.

## Raakvlakken met de werkelijkheid
Hoewel de oorlog volledig fictief is, heeft Het Geheim van de Zwaardvis een sterke band met politieke en technologische ontwikkelingen van die tijd. Het stripverhaal kan daarom beschouwd worden als een alternatieve kijk op de werkelijkheid.
- Het Mongoolse Rijk is een combinatie van nazi-Duitsland en het Japanse leger uit de Tweede Wereldoorlog. Tegelijkertijd vertegenwoordigt het ook de angst voor de Sovjet-Unie en communistisch China, die in die tijd heerste.
- De bombardementen op Hiroshima en Nagasaki waren bij het uitkomen van de strip nog maar een jaar geleden gebeurd. Een angst voor kernwapens is een reëel thema in de strip.
- De rots waar het Britse rijk een schuilplaats heeft, vertoont een uiterlijke overeenkomst met de rots van Gibraltar, die in de Tweede Wereldoorlog een grote rol speelde.
- Tijdens hun vlucht komen Blake en Mortimer langs vele kolonies van het Britse rijk. De vele bevolkingsgroepen komen hier in opstand tegen de Mongoolse overheerser, dit kan gezien worden als een van de vele opstanden van kolonies tegen westerse landen die eind jaren 40 plaatsvonden (onder andere Nederlands-Indië en Frans Indochina).
- Sommige tekeningen zijn nagetekend van nieuwsfoto's uit de Tweede Wereldoorlog.

## Vliegtuigen
Alle vliegtuigen in de strip zijn fictief. Toch hebben diverse vliegtuigen overeenkomsten met werkelijk bestaande vliegtuigen:
- Het uiterlijk van de Zwaardvis is gebaseerd op de Douglas X-3 Stiletto
- De rode vleugel is gebaseerd op de Horten Ho 229
- De stratosferische haaien lijken op Messerschmitt Me 262 jagers alleen dan zonder straalmotoren onder de vleugels.
- De Golden Rocket heeft veel overeenkomsten met de B-29 Superfortress
- De naam Zwaardvis is een verwijzing naar de Sud-Ouest Espadon, Frankrijks eerste straaljager.

## Vervolgen
- Het Blake en Mortimer album De Staf van Plutarchus is een prequel en speelt zich af voor het begin van Het Geheim van de Zwaardvis. De aanloop naar de oorlog wordt in dit album uitvoerig behandeld.
- De Vallei der Onsterfelijken is een rechtstreeks vervolg en begint waar Het Geheim van de Zwaardvis eindigt. In het album is te zien hoe Olrik met zijn Rode Vleugel uit Lhassa weet te ontsnappen.
- In Bericht uit het Verleden worden Basam Damdu en Olrik middels een tijdmachine vlak voor het bombardement op Lhassa, door mensen uit de toekomst, weggehaald en naar de huidige tijd gestuurd.